# Thomas Upstedt
Thomas Upstedt, född på 1600-talet, död 1727, var en svensk borgmästare, riksdagsledamot och politiker.

## Biografi
Thomas Upstedt föddes på 1600-talet. Han blev 1722 politieborgmästare i Uppsala stad och var riksdagsman för borgarståndet vid riksdagen 1723. Upstedt avled 1727.